# Presente Histórico (banco de dados)
Presente Histórico é o nome do banco de dados desenvolvido pela pesquisadora Talita Azevedo em expedições pelo Brasil, com o objetivo de levantar o debate de como a tecnologia pode criar um acervo à memória. As viagens foram feitas entre agosto de 2023 a maio de 2024, entre quatro estados diferentes. O projeto, além de um mapa gratuito sobre lugares historicamente apagados divulgado em dezembro de 2024, também deu origem a um livro diário de bordo a ser lançado no mês de maio de 2025.

## Proposta
O objetivo foi evidenciar tecnologia pode criar um acervo à memória e um trabalho multidisciplinar pode proporcionar maior foco ao protagonismo regional brasileiro, buscando exemplificar o uso interseccional da tecnologia com a a análise de dados contribuindo à criação de um acervo histórico-cultural às próximas gerações.
O mapa considera 13 localizações sinalizadas por latitude x longitude, além de uma breve contextualização do espaço. Fotos, vídeos e áudios estarão disponíveis em um livro que compila os registros dessas viagens a ser lançado no primeiro semestre de 2025.

### Construção do banco de dados
Pesquisadora, empresária e multiartista, Talita Azevedo viajou dezenas de regiões pelo País e desenvolveu um mapa com treze destaques visitados em aproximadamente 9 meses. Segundo a autora, cada lugar é escolhido de maneira intuitiva, a partir da relação entre sonhos e intuições ao percurso. A partir da expedição, que também influenciou na retomada do debate sobre apagamento histórico em Campinas segundo reportagem do Portal G1, diferentes projetos têm sido desenvolvidos com sua pesquisa e busca pelo desenvolvimento profissional de entusiastas e estudantes das áreas de tecnologia, como programação e desenvolvimento de software.

## Lugares mapeados

### Campinas
Além de ser potencialmente a última cidade do mundo a abolir o processo de escravização de pessoas, a cidade abriga lugares de forte contribuição à História e seus elementos, como o Baile Pérola Negra, os distritos de Barão Geraldo e Joaquim Egídio, o Museu do Café, Praça São Benedito e a Fazenda Mato Dentro. 
Entre salas, casas e uma extensa área 110 hectares a Fazenda Mato Dentro é um patrimônio tombado da região de Campinas, mas pouco explorado sobre sua contribuição à História. O legal é popularmente conhecido como Parque Ecológico. 
Surgindo em 1806, século XIX, foi terra para plantação de cana-de-açúcar e café, comum na região.
A proporção do valor de pessoas escravizadas em relação aos bens da própria fazenda era 2,3. Ou seja: pessoas valiam o dobro do que o Sítio. Segundo registros, são 241 indivíduos.
Além da relevância econômica, é possível observar sua perspectiva religiosa também. Na Fazenda, até hoje, existe a capela de Nossa Senhora do Desterro, a padroeira daqueles que foram obrigados a deixar sua pátria.

### Palacete Princesa Isabel
Desenvolvido na época Imperial, o espaço tem forte relação com D. Pedro II e sua família, bem como uma relação de pontos importantes de marco histórico em exposições artísticas - como a Capela de Santa Bárbara e o mapa do roteiro da F.E.B, na região oeste da cidade do Rio de Janeiro.

### Jardim Botânico

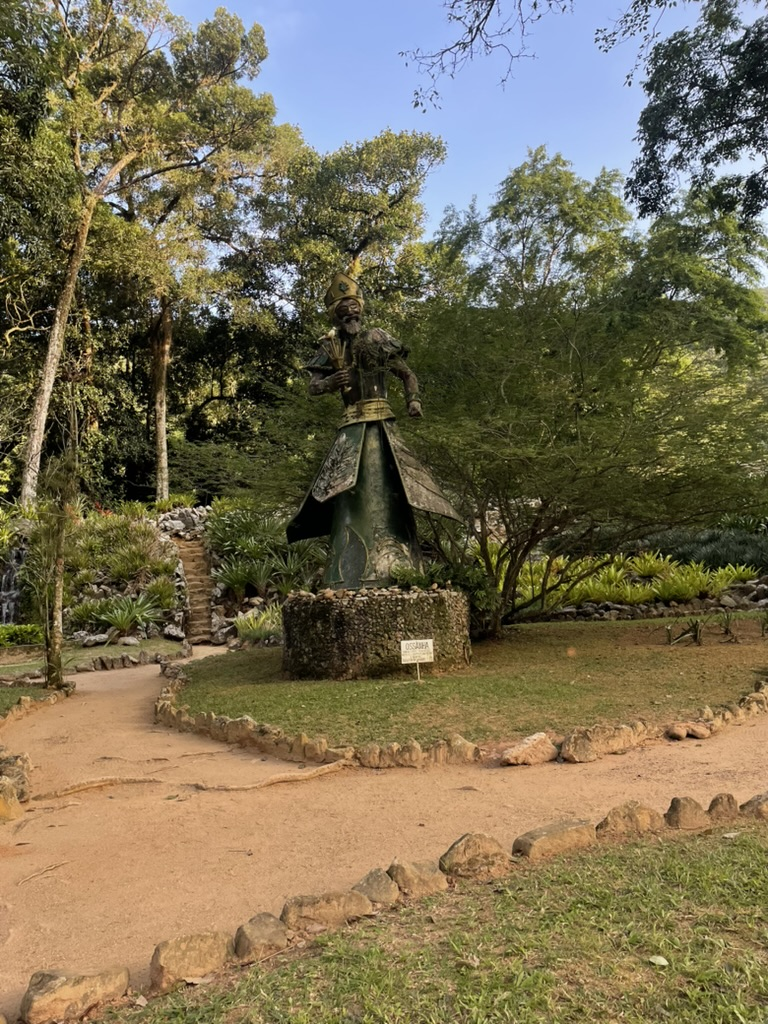
Estatueta de Ossain no Jardim Botânico

Espaço dedicado ao conhecimento de uma extensa parte da flora nacional, bem como elementos históricos como a estátua em homenagem a Ossain, um orixá relacionado à cura e também marcações quilombolas em suas proximidades. Fundado em 1808 pelo príncipe regente Dom João VI, o Jardim Botânico do Rio de Janeiro abriga esta importante peça que simboliza a conexão entre a natureza e as tradições afro-brasileiras.  
A estatueta, instalada na década de 1960, representa Ossain, divindade iorubá guardiã das folhas medicinais e sagradas, conhecimento transmitido pelos escravizados que trouxeram consigo saberes ancestrais sobre plantas curativas. É importante ressaltar que, utilizando o conhecimento botânico para sobrevivência e resistência, o bairro que abriga este mesmo nome abriga um conglomerado quilombola até os dias de hoje. Este espaço preserva não apenas a biodiversidade brasileira, mas também a memória de práticas culturais e conhecimentos tradicionais que influenciaram significativamente a medicina popular e as práticas religiosas no Brasil. 

### Cais do Valongo
Recebeu o título de Patrimônio Histórico da Humanidade pela Organização das Nações Unidas para a Educação, a Ciência e a Cultura (UNESCO), em 9 de julho de 2017, por ser o único vestígio material da chegada dos africanos escravizados na América.  Marca também o tráfico de aproximadamente 1 milhão de pessoas vindas do continente africano. Região arquipélago conhecida como Pequena África, está próximos de espaços como o Cemitério dos Pretos Novos e a Pedra do Sal, um dos berços do samba nacional.

### Igreja de Nossa Senhora do Rosário e São Benedito dos Homens Pretos
Espaço religioso com área dedicada às homenagens no que diz respeito à História e legado de Anastacia, figura marcada enquanto protagonista feminina na época Imperial Brasileira.

### Ilha de Paquetá
Há poucos quilómetros da região central carioca, a Ilha abriga Maria Gorba - uma árvore de nome Baobá presente no local desde o século XVII. Colonizada pelos portugueses em 1565, a ilha ganhou o nome Paquetá de origem tupi, significando "muitas pacas". Durante o período imperial, tornou-se refúgio predileto da família real portuguesa, com Dom Pedro I frequentando seus recantos e promovendo festividades. O famoso baobá Maria Gorba, supostamente trazido da África por navios negreiros como símbolo de resistência, testemunhou silenciosamente o desenvolvimento histórico da ilha e é considerado sagrado por diversas religiões de matriz africana - dizem que dá sorte a quem fizer carinho em seu tronco e sete anos de azar a quem o maltratar. 
A ilha também serviu como local estratégico durante conflitos como a Revolta da Armada em 1893, além de inspirar importantes obras literárias de Machado de Assis e José de Alencar.

### Lagoa das Lontras
Região conhecida por quilombos e contribuições de pessoas escravizadas em plantações de cafés. Destaca-se também a cidade de Isabelópolis próximo ao espaço, um local hoje pouco explorado em sua contribuição histórica-cultural na época Colonial Brasileira.
A região em referência à Princesa Isabel, teve seu nome sugerido pelo idealizador da homenagem, o nobre Francisco Peixoto de Lacerda Werneck, o Barão de Paty do Alferes. A ideia era então tê-la em conjunto à Petrópolis e Teresópolis, gerando um corredor de cidades serranas fluminenses em homenagem à família imperial. O nome batizaria o antigo distrito de Sant’Anna das Palmeiras, criado em outubro de 1855 sob forte lobby do barão, com o intuito de concretizar seu projeto, e pertencente à Vila de Iguassu, atual Nova Iguaçu, na Baixada Fluminense. Mas, da cidade que desapareceu do mapa antes mesmo de ser oficializada, restaram só as ruínas da Igreja de Sant’Anna, a imagem da padroeira e os livros de registros de nascimentos e óbitos do distrito, que fazem parte do acervo da Cúria Diocesana de Nova Iguaçu.

### Catedral São Pedro de Alcântara

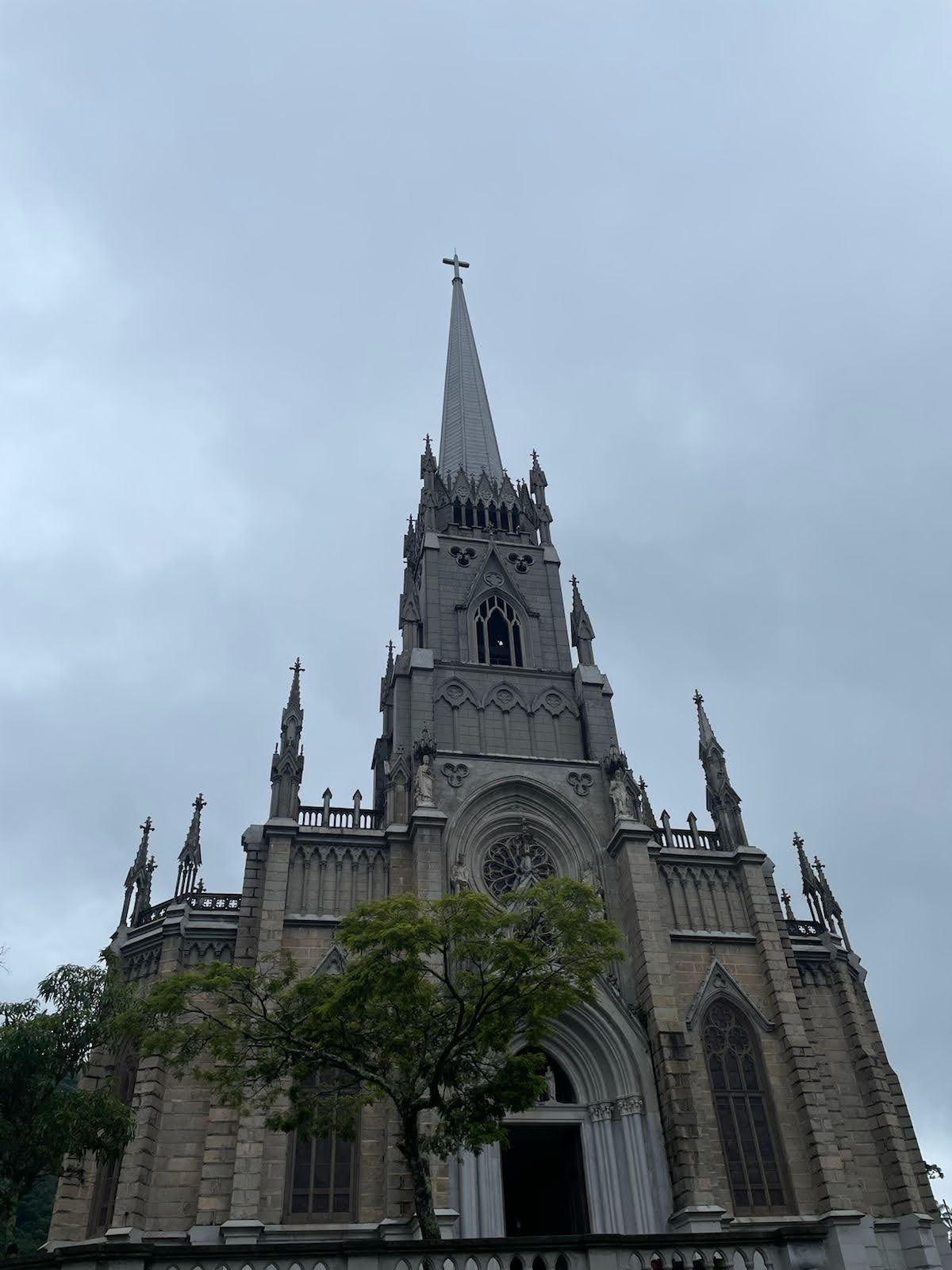
Catedral São Pedro de Alcântara

Igreja que potencialmente abriga os restos mortais da Princesa Isabel, Dona Teresa Cristina e Dom Pedro II. A capela é protegida por grades e rodeada por vitrais. Conheça também o Palácio de Cristal e a Praça da Liberdade. 

### Búzios
A zona litorânea foi marcada pelo tráfico ilegal de pessoas postas em situação de escravização - com destaque para a região quilombola da Rasa, bem como o abrigo de uma igreja feita também com óleo de baleia.

### Itaúnas
Itaúnas é muito conhecida pelo festival nacional de forró, que acontece em julho.
Uma informação importante da vila de 2 mil habitantes é que, a partir da derrubada da faixa de mata da beira da praia entre as décadas de 50 - 70, a areia avançou sobre a antiga vila, soterrando-a. Dessa forma, todo o processo de migração da população nativa aconteceu em sequência, reconstruindo suas casas do outro lado do rio.
Hoje restam apenas algumas ruínas, que podem ser observadas de tempos em tempos, quando a areia as descobre.

### Igreja Nossa Senhora da Misericórdia

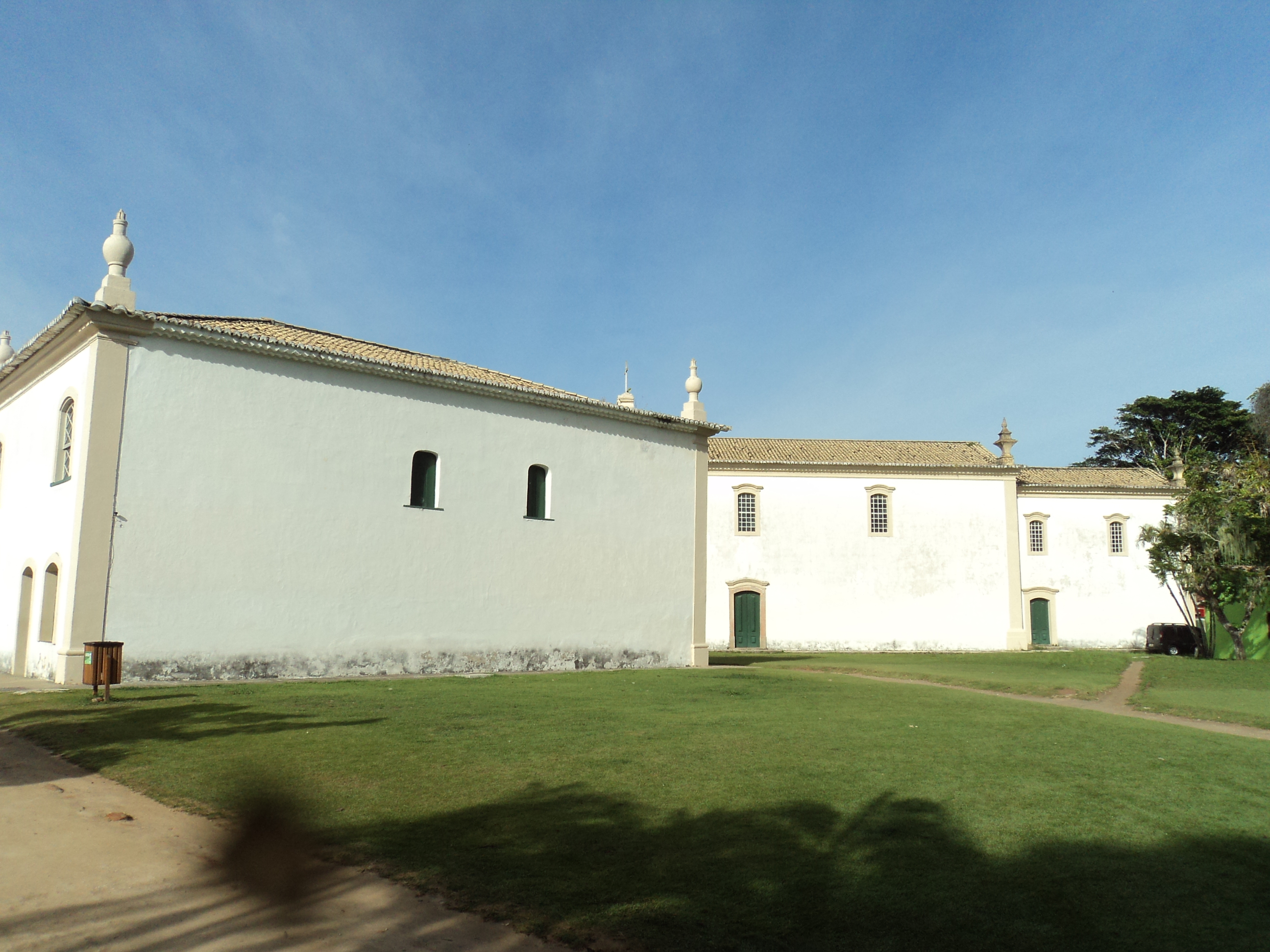
Igreja Nossa Senhora da Misericórdia

Localizada em Porto Seguro, região muito conhecida e parte da costa da invasão portuguesa, é considerada como a primeira igreja do Brasil, fundada em 1526. Para a rota, vale conhecer também as Reservas Indígenas Pataxó como a Porto do Boi, localizada em Caraíva e há poucas horas da cidade que contribuiu para o nascimento de Pindorama - um dos primeiros nomes do Brasil. 

### Igreja do Rosário dos Pretos
A Igreja tem seu espaço com forte relação com a Irmandade do Rosário dos Pretos e foi local do sepultamento de pessoas. Nas proximidades, existe a Casa do Rio Vermelho - local de grande convívio de figuras históricas como Jorge Amado e Zélia Gattai. Vale o convite a Casa de Oxumaré também.

### Largo Terreiro de Jesus
Praça de grande importância ao pensamento e revitalização da memória histórico-cultural do País, acompanha a proximidade com espaços de contato à gastronomia (como o Acarajé das Baianas) e a Casa do Carnaval. Vale também o acesso ao Largo Largo Pedro Arcanjo e Arquivo Público do Estado da Bahia.

## Sobre a autora
Talita Azevedo é uma pesquisadora independente nascida em Campinas apaixonada por viagem, inovação e cultura nacional. Filha de pais nascidos no interior Paulista (mãe em Ilha Solteira e o pai na cidade de São José do Rio Pardo), é neta de um Jequieense e um Guaxupeano, a quem contribuíram inicialmente sua ideia de pesquisa.
Autora de uma base de mapeamento de lugares com apagamento histórico em regiões de herança africana no País, além de evidenciar o mercado de sustentabilidade ambiental em diferentes regiões. Teve sua primeira viagem solo aos 8 anos de idade e, desde então, atravessa diferentes cidades para entender um pouco mais sobre cultura brasileira e seus personagens. Atualmente está escrevendo um livro sobre algumas dessas experiências e relatos locais a ser lançado no primeiro semestre de 2025.  
Como fundadora da oná, startup que tem como objetivo levar criatividade a profissionais de novas tecnologias, atualmente apresenta workshops, aulas e projetos focando principalmente em Campinas, São Paulo e Rio de Janeiro. Talita apresenta diferentes iniciativas que caminham entre criatividade e tecnologia como ferramentas para inovação real pensando nas necessidades locais do Brasil.
Em 2024 lançou um database disponível gratuitamente para promover o debate sobre o uso de dados e a narrativa histórico-brasileira - sendo fonte para a apresentação de um livro como diário de bordo em 2025 e diferentes linguagens de desdobramento deste estudo.